# Freie Straße 2, 3, 5

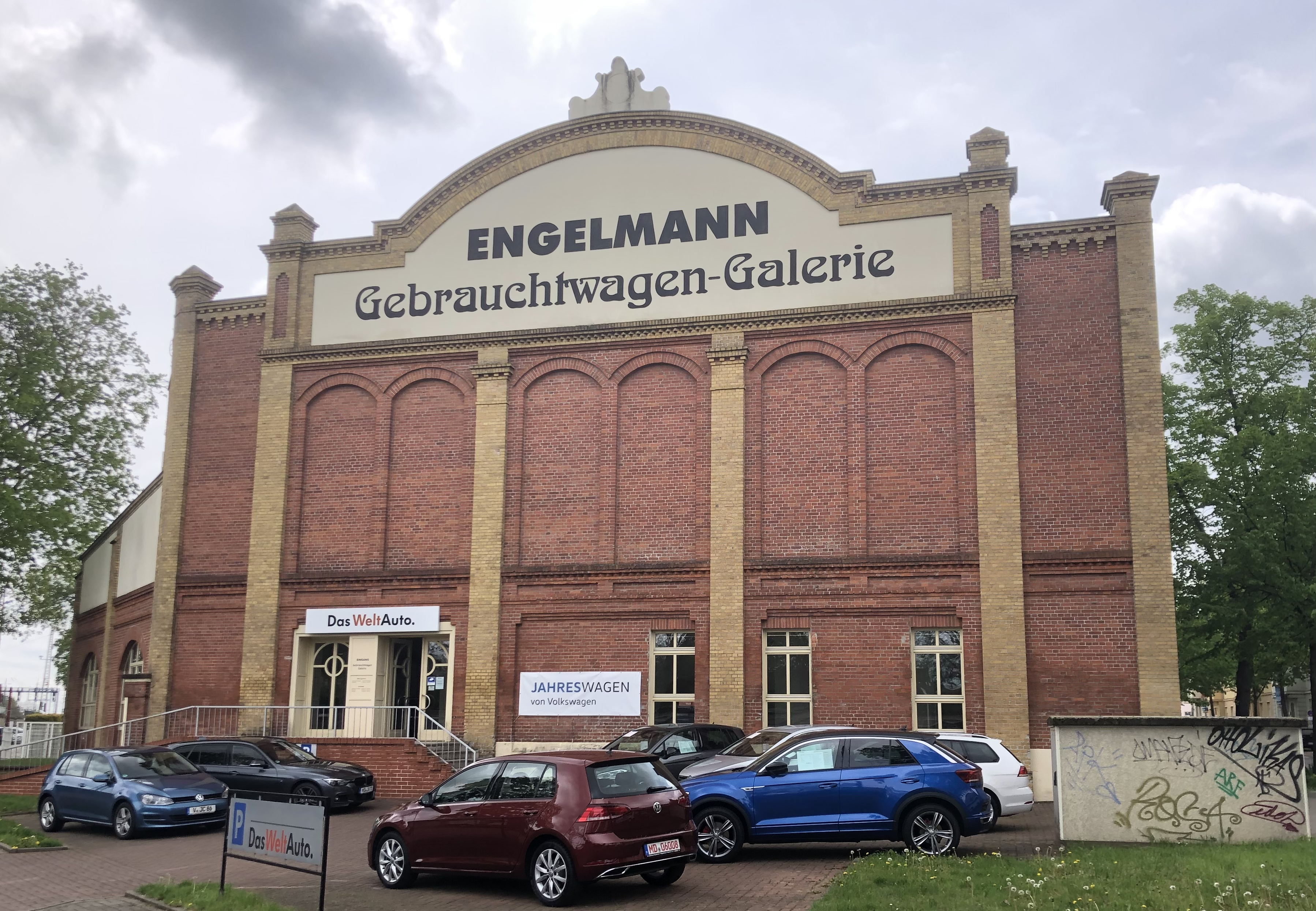
Nordseite, 2021

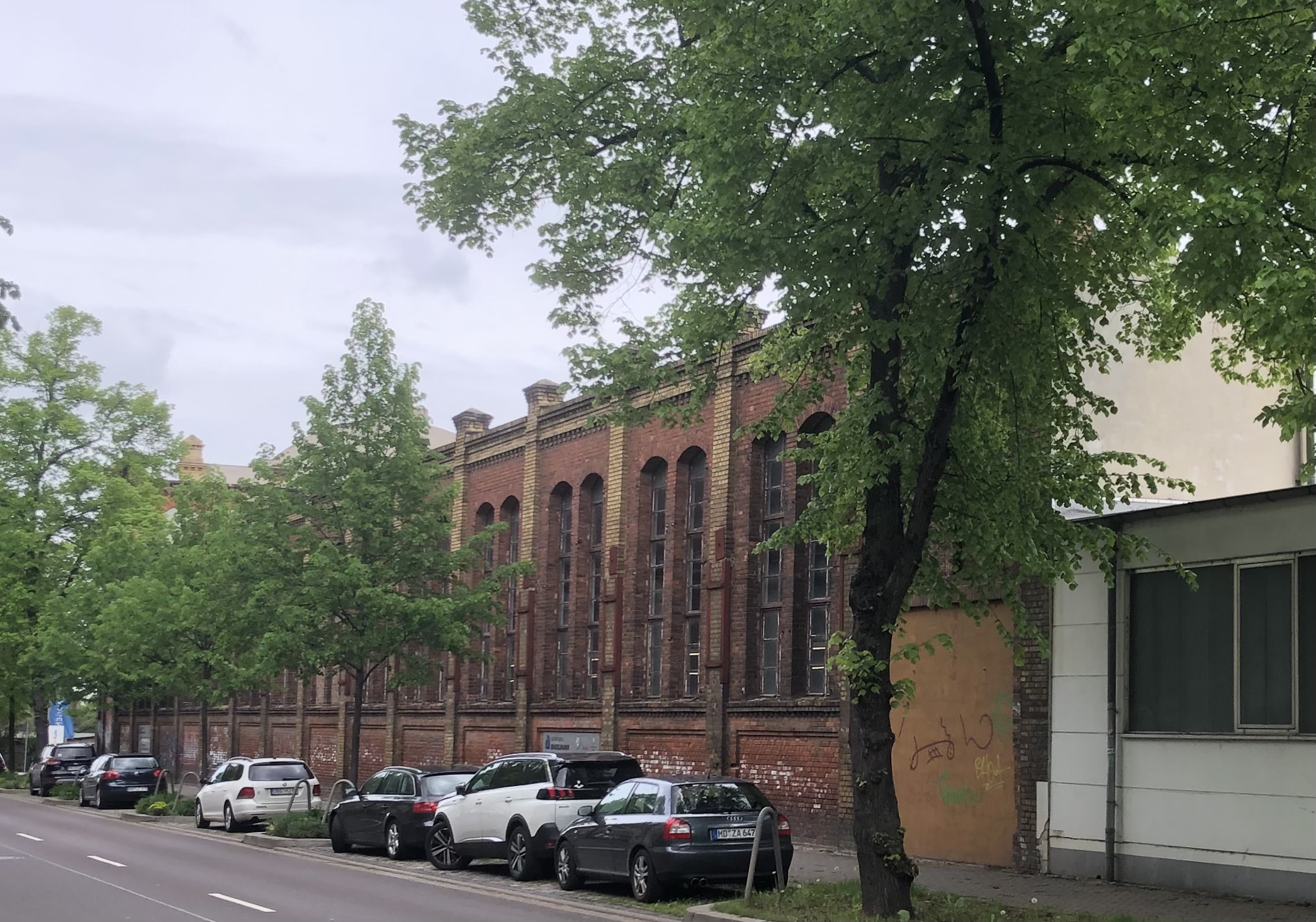
Fassade zur Dodendorfer Straße

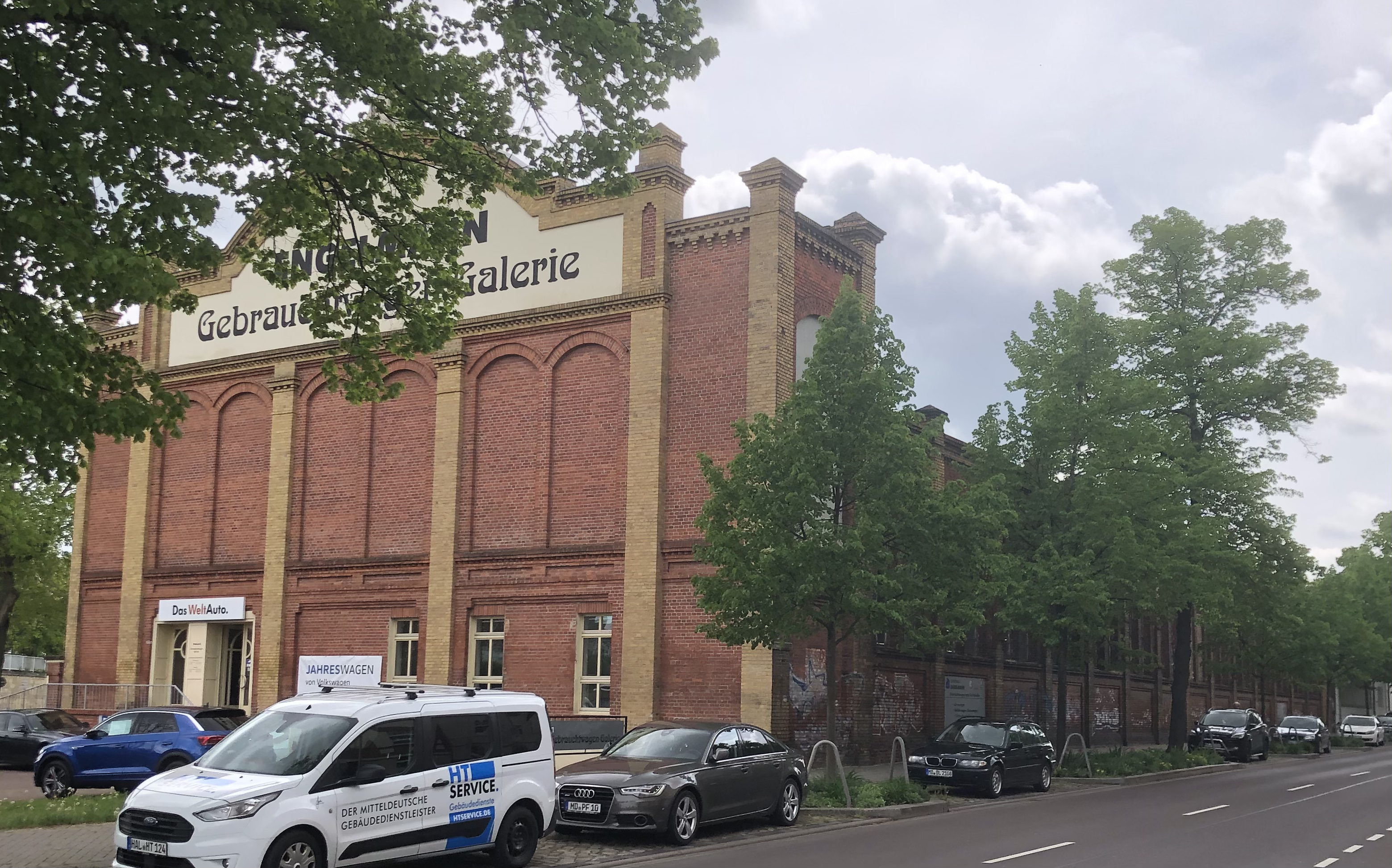
Blick von Nordwesten, zu erkennen ist der einachsige Anbau von 1913

Freie Straße 2, 3, 5 ist die im örtlichen Denkmalverzeichnis eingetragene Bezeichnung einer denkmalgeschützten Fabrik im Magdeburger Stadtteil Leipziger Straße in Sachsen-Anhalt. Entsprechend der aktuellen (Stand 2021) Nutzung wird die Anlage auch als Autohaus Engelmann bezeichnet.

## Lage
Der Gebäudekomplex zieht sich auf der Ostseite der Dodendorfer Straße entlang, die am Nordende dann auf die östlich der Fabrik verlaufenden Freien Straße einmündet. Unmittelbar östlich verläuft die Bahnstrecke Magdeburg–Leipzig. 

## Architektur und Geschichte
Auf dem Grundstück wurden bereits seit 1873 Werkzeugmaschinen, Motoren und Pumpen hergestellt. Die Fabrik wurde 1899 vom Bauunternehmen Meißner & Liborius für die Magdeburger Maschinenfabrik, Metall- und Eisengießerei Richard Langensiepen errichtet. Es entstand eine Gießerei und ein Maschinenlager. Schon 1904 siedelte das Unternehmen dann jedoch nach Sankt Petersburg über.
Die Fassadengliederung des langgestreckten roten Ziegelbaus erfolgt durch vertikale Wandvorlagen, die jeweils zwei Fenster zusammenfassen und über das Kranzgesims hinausragen. Lisenen, Friese und andere gliedernde Elemente sind mit gelben Ziegeln ausgeführt. Nördlich schließt sich an den eigentlichen Hallenbau ein nur einachsiger, mit drei Geschossen höherer Zwischenbau an. Er entstand erst 1913. Der Nordgiebel wird von einer Blendfassade eingenommen, die von sechs Bogengiebeln dominiert wird. Oberhalb der Bogengiebel thront ein großer, flach gehaltener Bogen. Er trug ursprünglich als Symbole des Maschinenbaus Darstellungen von Hammer, Zirkel und Zange. Aktuell (Stand 2021) befindet sich dort der Schriftzug der Schriftzug ENGELMANN Gebrauchtwagen-Galerie.
Die Fabrikanlage wurde in ein Autohaus umgenutzt und konnte so erhalten werden.
Im örtlichen Denkmalverzeichnis ist die Fabrik unter der Erfassungsnummer 094 80265 als Baudenkmal verzeichnet.
Die das Straßenbild dominierende Fabrikanlage wird als industriegeschichtlich bedeutendes Beispiel für den Magdeburger Maschinenbau betrachtet.